# Goleamo Peștene, Vrața
Goleamo Peștene (în bulgară Голямо Пещене) este un sat în comuna Vrața, regiunea Vrața,  Bulgaria. 

## Demografie
Componența etnică a satului Goleamo Peștene
     Romi (15,75%)
     Bulgari (83,4%)
     Nicio identificare (0,84%)
     Altele (0%)
La recensământul din 2011, populația satului Goleamo Peștene era de 476 locuitori. Din punct de vedere etnic, majoritatea locuitorilor (83,4%) erau bulgari, cu o minoritate de romi (15,75%). Pentru 0,84% din locuitori nu este cunoscută apartenența etnică.